# Vodonik:hinon oksidoreduktaza
Vodonik:hinon oksidoreduktaza (EC 1.12.5.1, vodonik-ubihinonska oksidoreduktaza, vodonik:menahinon oksidoreduktaza, hidrogenaza vezana za membranu, hinon-reaktivna Ni/Fe-hidrogenaza) je enzim sa sistematskim imenom vodonik:hinon oksidoreduktaza. Ovaj enzim katalizuje sledeću hemijsku reakciju
2 + menahinon {\displaystyle \rightleftharpoons } menahinol
Ovaj enzim sadrži nikal, gvožđe-sumporne klustere i citohrom b. On takođe katalizuje redukciju u vodi rastvornih hinona (npr. 2,3-dimetilnaftohinona) ili viologen boja (benzil viologen ili metil viologen).

## Literatura
- Nicholas C. Price; Lewis Stevens (1999). Fundamentals of Enzymology: The Cell and Molecular Biology of Catalytic Proteins (Third изд.). USA: Oxford University Press. ISBN 019850229X.
- Eric J. Toone (2006). Advances in Enzymology and Related Areas of Molecular Biology, Protein Evolution (Volume 75 изд.). Wiley-Interscience. ISBN 0471205036.
- Branden C; Tooze J. Introduction to Protein Structure. New York, NY: Garland Publishing. ISBN 0-8153-2305-0.
- Irwin H. Segel. Enzyme Kinetics: Behavior and Analysis of Rapid Equilibrium and Steady-State Enzyme Systems (Book 44 изд.). Wiley Classics Library. ISBN 0471303097.

## Spoljašnje veze
- Hydrogen:quinone+oxidoreductase на 